# Lista de deputados estaduais de Goiás da 19.ª legislatura
A lista de deputados estaduais de Goiás para a legislatura 2019–2023, esta lista inclui os atuais deputados da Assembleia Legislativa de Goiás que estavam no exercício do cargo e outra lista abaixo, onde constam os deputados eleitos em 2018.

## Composição das bancadas
| Partido       | Líder                    | Bancada | Posição      |
| ------------- | ------------------------ | ------- | ------------ |
| PSDB          | Talles Barreto           | 6 / 41  | Oposição     |
| DEM           | Álvaro Guimarães         | 4 / 41  | Governo      |
| MDB           | Henrique Arantes         | 4 / 41  | Governo      |
| PROS          | Cairo Salim              | 4 / 41  | Governo      |
| PSL           | Paulo Trabalho           | 3 / 41  | Governo      |
| Solidariedade | Thiago Albernaz          | 3 / 41  | Independente |
| PT            | Delegada Adriana Accorsi | 2 / 41  | Oposição     |
| PSD           | Wilde Cambão             | 2 / 41  | Oposição     |
| PP            | Coronel Adailton         | 2 / 41  | Governo      |
| PRTB          | Charles Bento            | 2 / 41  | Independente |
| PSC           | Henrique César           | 1 / 41  | Governo      |
| Republicanos  | Jeferson Rodrigues       | 1 / 41  | Governo      |
| PSB           | Lissauer Vieira          | 1 / 41  | Governo      |
| PTC           | Cláudio Meirelles        | 1 / 41  | Oposição     |
| Cidadania     | Virmondes Cruvinel       | 1 / 41  | Governo      |
| PATRI         | Amauri Ribeiro           | 1 / 41  | Governo      |
| PV            | Delegado Eduardo Prado   | 1 / 41  | Independente |
| DC            | Zé Carapô                | 1 / 41  | Governo      |
| PDT           | Karlos Cabral            | 1 / 41  | Governo      |

## Deputados Estaduais
| Nome                      | Partido       | Coligação             | Votos nominais | Notas                                          | Ref   |
| ------------------------- | ------------- | --------------------- | -------------- | ---------------------------------------------- | ----- |
| Henrique César            | PSC           | DEM - PTC - PMB - PSC | 46.545         |                                                | [ 1 ] |
| Jeferson Rodrigues        | Republicanos  | MDB - PRB             | 45.605         | O partido mudou de nome, antes se chamava PRB. | [ 1 ] |
| Diego Sorgatto            | PSDB          | PSDB - PSB - PPS      | 41.362         |                                                | [ 1 ] |
| Paulo César Martins       | MDB           | MDB - PRB             | 40.970         |                                                | [ 1 ] |
| Delegada Adriana Accorsi  | PT            | PT - PC do B          | 39.283         |                                                | [ 1 ] |
| Dr. Helio de Sousa        | PSDB          | PSDB - PSB - PPS      | 38.788         |                                                | [ 1 ] |
| Major Araújo              | PSL           | PODE - PRP            | 38.278         | Eleito pelo PRP.                               | [ 1 ] |
| Lissauer Vieira           | PSB           | PSDB - PSB - PPS      | 37.550         |                                                | [ 1 ] |
| Chico KGL                 | DEM           | DEM - PTC - PMB - PSC | 37.408         |                                                | [ 1 ] |
| Antônio Gomide            | PT            | PT - PC do B          | 36.998         |                                                | [ 1 ] |
| Dr. Antônio               | DEM           | DEM - PTC - PMB - PSC | 36.683         |                                                | [ 1 ] |
| Cláudio Meirelles         | PTC           | DEM - PTC - PMB - PSC | 36.502         | O partido não alcançou a cláusula de barreira  | [ 1 ] |
| Talles Barreto            | PSDB          | PSDB - PSB - PPS      | 36.456         |                                                | [ 1 ] |
| Lêda Borges               | PSDB          | PSDB - PSB - PPS      | 35.040         |                                                | [ 1 ] |
| Bruno Peixoto             | MDB           | MDB - PRB             | 34.655         |                                                | [ 1 ] |
| Humberto Aidar            | MDB           | MDB - PRB             | 31.873         |                                                | [ 1 ] |
| Tião Caroço               | PSDB          | PSDB - PSB - PPS      | 31.407         |                                                | [ 1 ] |
| Alysson Lima              | Solidariedade | MDB - PRB             | 30.868         | Eleito pelo PRB.                               | [ 1 ] |
| Virmondes Cruvinel        | Cidadania     | PSDB - PSB - PPS      | 30.576         | O partido mudou de nome, antes se chamava PPS. | [ 1 ] |
| Wilde Cambão              | PSD           | PTB - PSD             | 29.853         |                                                | [ 1 ] |
| Gustavo Sebba             | PSDB          | PSDB - PSB - PPS      | 29.286         |                                                | [ 1 ] |
| Rubens Marques            | PROS          | PROS                  | 27.763         |                                                | [ 1 ] |
| Delegado Humberto Teófilo | PSL           | PSL                   | 26.252         |                                                | [ 1 ] |
| Iso Moreira               | DEM           | DEM - PTC - PMB - PSC | 24.963         |                                                | [ 1 ] |
| Amauri Ribeiro            | PATRI         | PODE - PRP            | 24.922         | Eleito pelo PRP.                               | [ 1 ] |
| Lucas Calil               | PSD           | PTB - PSD             | 23.994         |                                                | [ 1 ] |
| Álvaro Guimarães          | DEM           | DEM - PTC - PMB - PSC | 23.788         |                                                | [ 1 ] |
| Rafael Gouveia            | PP            | DC                    | 23.466         | Eleito pelo DC.                                | [ 1 ] |
| Delegado Eduardo Prado    | PV            | AVANTE - PR - PV      | 20.845         |                                                | [ 1 ] |
| Henrique Arantes          | MDB           | PTB - PSD             | 20.556         | Eleito pelo PTB.                               | [ 1 ] |
| Zé Carapô                 | DC            | DC                    | 19.583         |                                                | [ 1 ] |
| Charles Bento             | PRTB          | PRTB - PMN            | 18.626         | O partido não alcançou a cláusula de barreira  | [ 1 ] |
| Cairo Salim               | PROS          | PROS                  | 18.579         |                                                | [ 1 ] |
| Vinícius Cirqueira        | PROS          | PROS                  | 17.698         |                                                | [ 1 ] |
| Paulo Trabalho            | PSL           | PSL                   | 16.957         |                                                | [ 1 ] |
| Amilton Filho             | Solidariedade | SOLIDARIEDADE         | 16.486         |                                                | [ 1 ] |
| Karlos Cabral             | PDT           | PDT                   | 15.941         |                                                | [ 1 ] |
| Thiago Albernaz           | Solidariedade | SOLIDARIEDADE         | 14.561         |                                                | [ 1 ] |
| Wagner Neto               | PROS          | PATRI                 | 14.256         | Eleito pelo PATRI.                             | [ 1 ] |
| Júlio Pina                | PRTB          | PRTB - PMN            | 13.148         |                                                | [ 1 ] |
| Coronel Adailton          | PP            | PP                    | 11.616         |                                                | [ 1 ] |